# Hypobapta percomptaria
Hypobapta percomptaria är en fjärilsart som beskrevs av Achille Guenée 1857. Hypobapta percomptaria ingår i släktet Hypobapta och familjen mätare. Inga underarter finns listade i Catalogue of Life.

## Bildgalleri

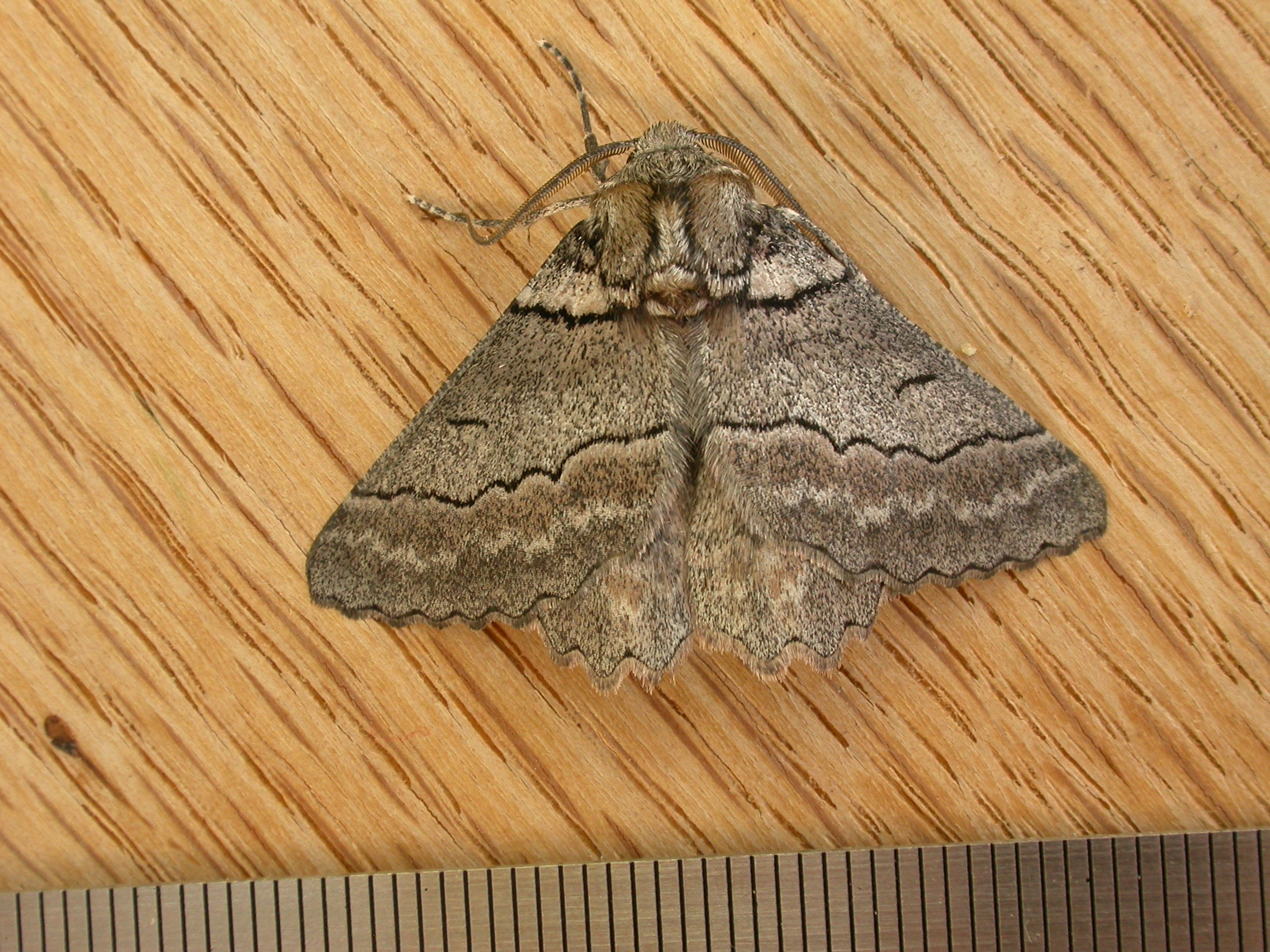